# Csapósügér

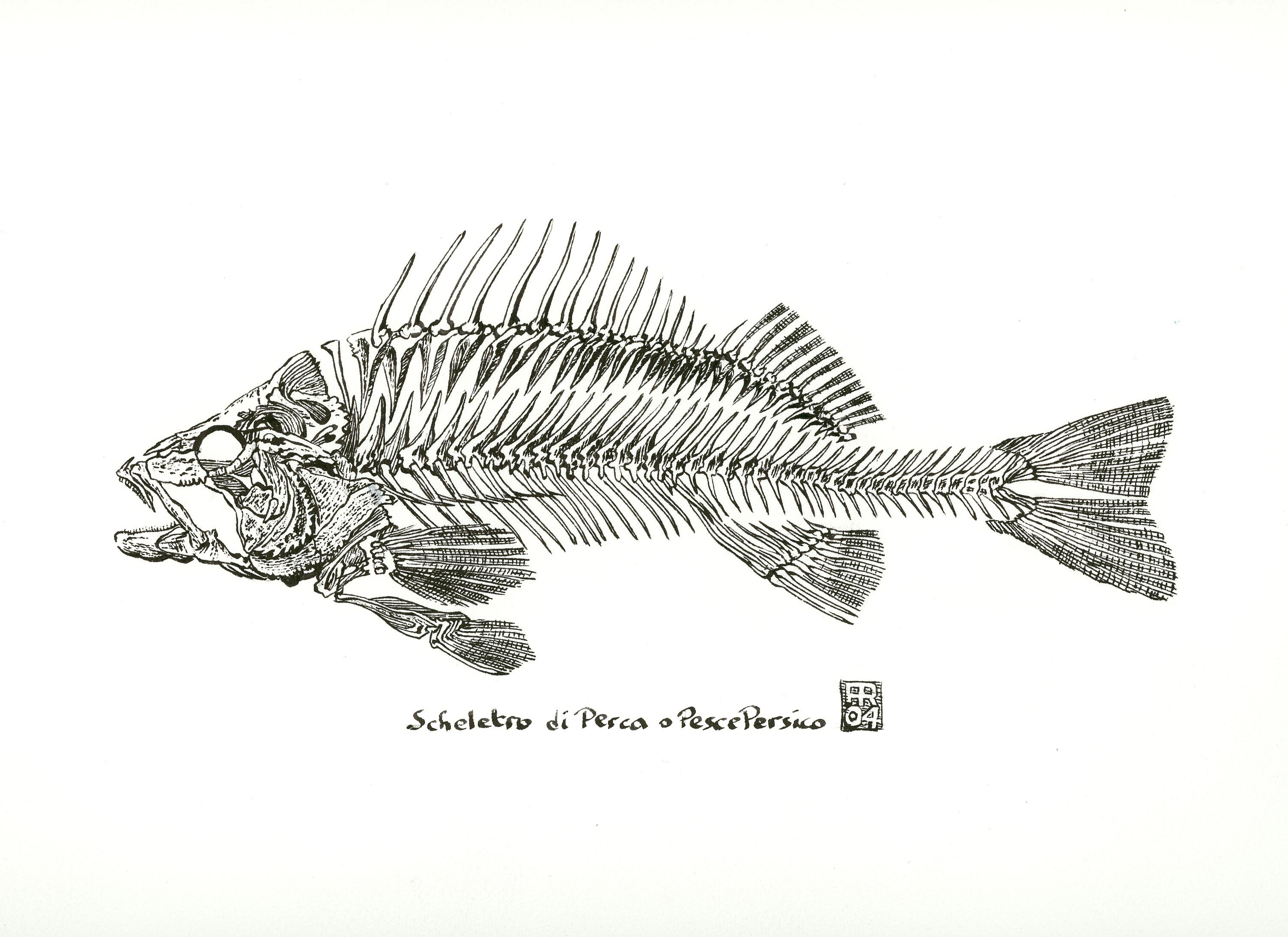
Csontváza

A csapósügér (Perca fluviatilis) a sugarasúszójú halak (Actinopterygii) osztályába, a sügéralakúak (Perciformes) rendjébe és a sügérfélék (Percidae) családjába tartozó faj. Népies nevei Herman Ottó összeállításában a következők: bules, dibbancs, dóber, dubár, dúber, dúbér, fésűshal, kandró, körmöshal, parcs, persli, rappihóhér, rétidurbincs, sígér, síngér, súdér, süget, sürge, süger, szolgabíró, möshal, paris, dübér, barsling.
A csapósügér Finnország nemzeti hala.

## Előfordulása
Eurázsiában a  gyors folyású hegyi patakok kivételével, szinte minden folyó- és állóvízben megtalálható.
Mivel igen kedvelt horgászhal, eredeti elterjedési területén kívül betelepítették a Dél-afrikai Köztársaság, Új-Zéland és Ausztrália folyóiba is, ahol főképp Ausztráliában kifejezetten káros, invázív fajnak számít.

## Életmódja

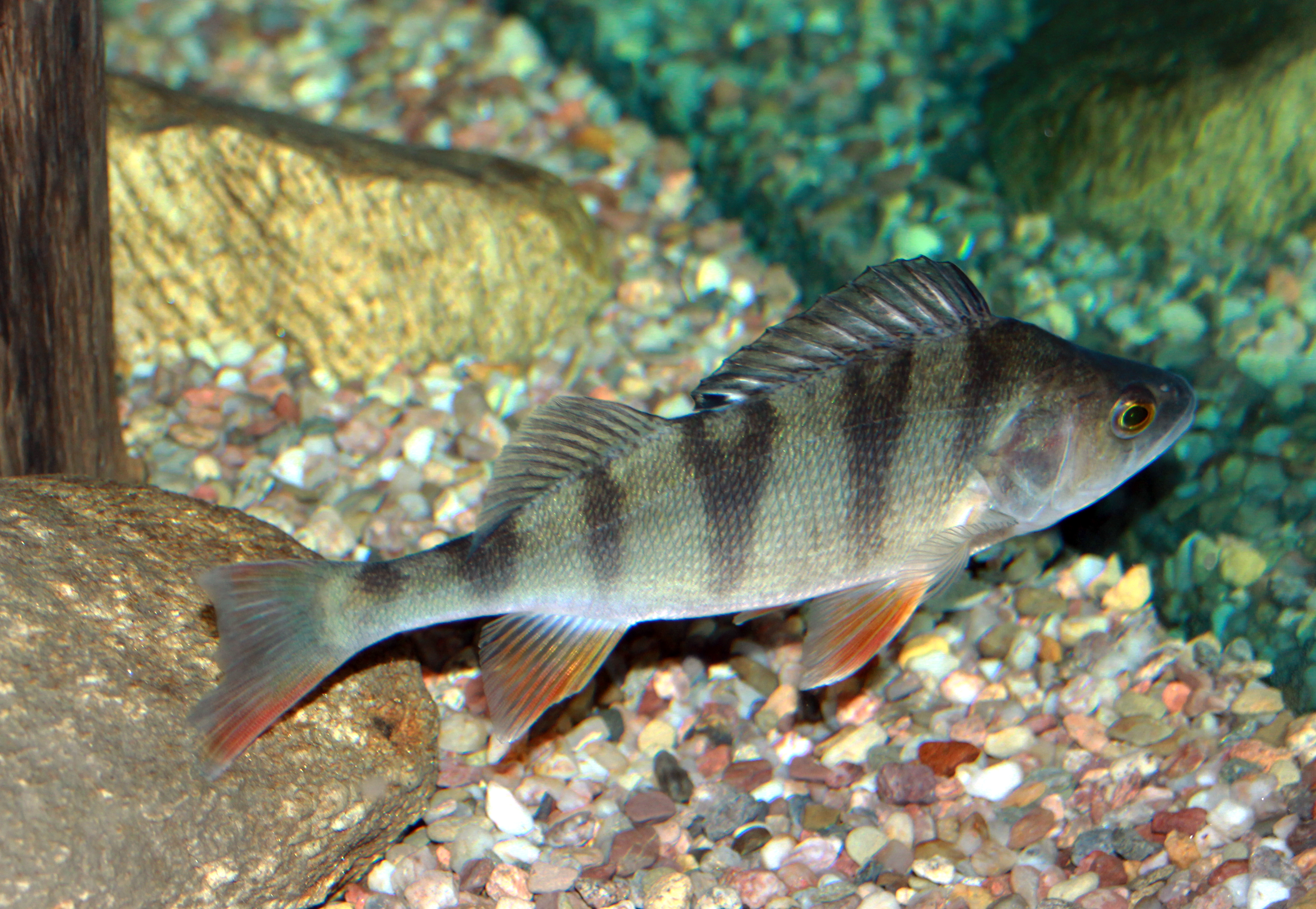
Kiállításon Subaqueous Vltava, Prága

Legszívesebben a növényzet között tartózkodik. A fiatalok kisebb csapatokat alkotnak, az idősebbek egyedül élnek. A 30 cm hosszú és fél kg-os példányok ritkák.
Tápláléka vegyes összetételű, elsősorban azonban apró halakból áll.éjjel nem táplálkozik.

## Szaporodása
3-4 éves korában ivarérett. Március-áprilisban 10-12 C hőmérsékletű vízben ívik. Páros ívó. Az ikraszemek kocsonyás anyagban csipkeszerű szalagot alkotnak, amelyet kemény aljzatra vagy vízinövényekre ragaszt. Egy-egy kifejlett nőstény 200 ezer ikrát is lerakhat. Ezután a szülők elhagyják az ívóhelyet. Az ivadék 2-3 hét alatt kel ki.

## Horgászata
Legjobban gilisztával csalizott horogra kap. De pergetve is lehet fogni. Elkapja a kis gumihalat vagy a twister-t is. 
Az Élelmezésügyi és Mezőgazdasági Világszervezet (FAO) adatai szerint 2013-ban 28 920 tonna csapósügért fogtak ki; a legtöbbet Oroszország  (15 242 t), Finnország (7666 t), Észtország (2144 t), Lengyelország (1121 t) és Kazahsztán (1103 t).

## Források

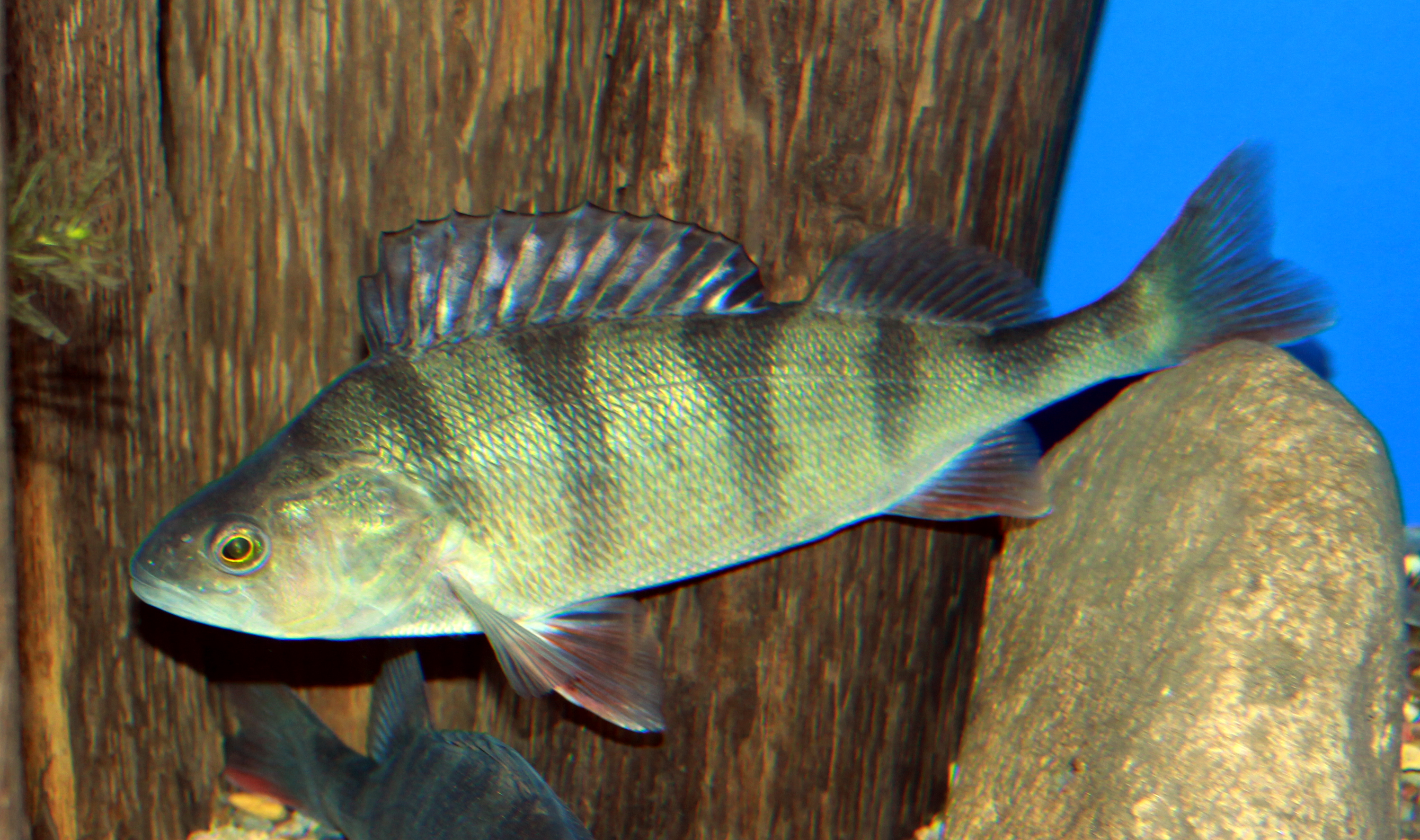
Kiállításon Subaqueous Vltava, Prága